# Męcina
Męcina is een plaats in het Poolse district Limanowski, woiwodschap Klein-Polen. De plaats maakt deel uit van de gemeente Limanowa en telt 3118 inwoners.